# Julius Ludorf
Julius Ludorf (ur. 2 grudnia 1919 w Oer-Erkenschwick, zm. 2 lutego 2015 tamże) – niemiecki piłkarz i trener.

## Życiorys
Karierę zawodniczą rozpoczął w 1935 od występów w SpVgg Erkenschwick, z której przeniósł się do Hannoveru 96, w którym rozegrał 4 spotkania. W latach 1943–1946 ponownie reprezentował barwy SpVgg Erkenschwick. W 1946 występował w Kickers Offenbach. Karierę zakończył w swoim rodzinnym klubie w Oer-Erkenschwick.
W latach 1953–1954 pracował jako trener klubu SpVgg Erkenschwick.